# Unidas Podemos
Unidas Podemos (do maja 2019 Unidos Podemos) – hiszpańska koalicja lewicowych partii politycznych. W skład koalicji wchodzą następujące partie: Zjednoczona Lewica, Podemos, Equo.  

## Historia
Koalicja została zarejestrowana 9 maja 2016 roku, przed wyborami do Parlamentu Europejskiego. Początkowo nazywała się Unidos Podemos, w maju 2019 zmieniono jednak nazwę na Unidas Podemos (forma żeńska), co miało zachęcić do głosowania na ugrupowanie więcej kobiet. W wyborach w listopadzie 2019 ugrupowanie zdobyło 12.84% głosów, co przełożyło się na 35 mandatów.
12 listopada 2019 ogłoszono podpisanie wstępnej umowy koalicyjnej Unidas Podemos z socjaldemokratyczną partią PSOE.

## Program
Ugrupowanie postuluje wprowadzenie wyższych podatków dla międzynarodowych korporacji i osób zamożnych, podwyższenie płacy minimalnej, 34-godzinny tydzień pracy i wprowadzenie ustawowego limitu wysokości czynszu najmu nieruchomości. Uważa również, że hiszpańskie banki powinny zwrócić pomoc publiczną, którą otrzymały w okresie kryzysu finansowego a jeden z dużych banków, który został wówczas znacjonalizowany Bankia powinien pozostać pod kontrolą państwa.

## Wyniki wyborów

### Wybory parlamentarne
| Wybory  | Głosy     | Poparcie | ± (%) | Liczba mandatów | ±  |
| ------- | --------- | -------- | ----- | --------------- | -- |
| 2016    | 5 049 734 | 21,1%    | –     | 71/350          | –  |
| IV.2019 | 3 732 929 | 14,3%    | 6,8   | 42/350          | 29 |
| XI.2019 | 3 097 185 | 12,8%    | 1,5   | 35/350          | 7  |
| Źródła: |           |          |       |                 |    |